# Municipio de Rison
El municipio de Rison (en inglés: Rison Township) es un municipio ubicado en el condado de Cleveland en el estado estadounidense de Arkansas. En el año 2010 tenía una población de 1522 habitantes y una densidad poblacional de 21,58 personas por km².

## Geografía
El municipio de Rison se encuentra ubicado en las coordenadas 33°55′17″N 92°12′47″O / 33.92139, -92.21306. Según la Oficina del Censo de los Estados Unidos, el municipio tiene una superficie total de 70.52 km², de la cual 70,46 km² corresponden a tierra firme y (0,08 %) 0,06 km² es agua.

## Demografía
Según el censo de 2010, había 1522 personas residiendo en el municipio de Rison. La densidad de población era de 21,58 hab./km². De los 1522 habitantes, el municipio de Rison estaba compuesto por el 63,47 % blancos, el 33,57 % eran afroamericanos, el 0,26 % eran amerindios, el 0,13 % eran asiáticos, el 1,45 % eran de otras razas y el 1,12 % eran de una mezcla de razas. Del total de la población el 2,04 % eran hispanos o latinos de cualquier raza.